# Eublemma sabia
Eublemma sabia là một loài bướm đêm trong họ Erebidae.